# Баклан чатемський
Баклан чатемський (Phalacrocorax featherstoni) — вид сулоподібних птахів родини бакланових (Phalacrocoracidae).

## Етимологія
Вид названий на честь доктора Фітерстона, що був суперінтендантом провінції Веллінгтон у 1871 році у час опису цього птаха.

## Поширення
Баклан чатамський поширений лише на Чатемських островах, що належать до Нової Зеландії. Зустрічається на острові Чатем, Пітт, Мангере, Малий Мангере, Південно-Східний (= Рангатіра), Стар Кейс, Велика і Середня Сестра, Мурумурус, островах Замок і Кролика. Популяція оцінюється 500—1000 пар.

## Опис
Середнього розміру баклан, завдовжки 63 см. Голова, крижі, хвіст, стегна чорного кольору. Темно-сіра спина з маленькими чорними плямами на крилах і спині. Черево сіре. Є подвійний гребінь на голові. Жовта гола ділянка шкіри на обличчі.

## Спосіб життя
Гніздиться невеликими колоніями від 5 до 20 пар, на скелястих берегах і острівцях, мисів і скелях. Харчується в основному дрібною рибою та морськими безхребетними.